# Kurmanbek Bakijev
Kurmanbek Bakijev (kirgiski: Курманбек Сали уулу Бакиев, Masadan, 1. kolovoza 1949.), kirgistanski političar, predsjednik Kirgistana od 2005. do 2010. godine.

## Životopis
Prije nego što je postao predsjednik, Bakijev je predvodio Narodni pokret Kirgistana.
Za vršitelja dužnosti predsjednika je postavljen 24. ožujka 2005. godine u toku revolucije tulipana nakon što je prethodni i prvi predsjednik Askar Akajev napustio zemlju. Punopravni predsjednik je postao 15. kolovoza 2005. godine Bakijev je pobijedio na predsjedničkim izborima s 89% glasova od ukupno 53 posto izašlih birača. Ovakav uspjeh je ostvaren i djelomično zahvaljujući političkoj koaliciji s Feliksom Kulovim kojeg je Bakijev postavio za premijera ubrzo nakon izbora. Inauguracija je obavljena 14. kolovoza u Biškeku. Krajem 2007. godine, inicirao je stvaranje nove stranke Ak Žol (zbog ustavnih ograničenja ne može biti na njenom čelu). Reizabran je za drugi mandat u srpnju 2009. godine. Već je u prvom krugu osvojio 76,12% glasova od 79,3% izašlih birača. Glavni protukandidat bio mu je bivši premijer Almazbek Atambajev. U travnju 2010. godine tijekom velikih demonstracija napustio je Biškek, a vlast je preuzela Privremena vlada narodnog povjerenja pod vodstvom Roze Otunbajeve. Najveću podršku Bakijev ima na jugu države u gradu Ošu, gdje je pobjegao u vrijeme revolucije. Bakijev premijer, Danijar Usenov je podnio ostavku i optužio Rusiju za organizaciju nereda i rušenje vlasti. Premijer Rusije Vladimir Putin je ove navode opovrgnuo uz konstataciju da je Bakijev sam kriv za situaciju zbog ponavljanja pogrešaka svog prethodnika. Tijekom izvanrednog stanja Kazahstan je zatvorio granicu prema Kirgistanu, a Rusija je poslala trupe kao pomoć u zaštiti obitelji vojnika već stacioniranih u Kirgistanu dok je nova vlast najavila da će po kratkom postupku zatvoriti američku bazu u Manasu.
Na Parlamentnim izborima 2010. godine Bakijeva stranka Ak Žol osvaja najviše 28 od 120 mjesta u parlamentu.  

## Vanjske poveznice
- Biografija predsjednika  Arhivirana inačica izvorne stranice od 24. ožujka 2009. (Wayback Machine)
- Prethodni Ustav Kirgistana
- Xinhua profil